# Humfrey Gale

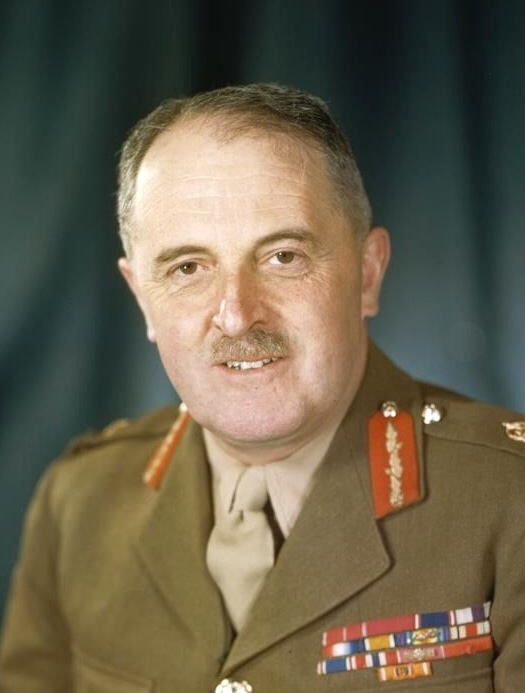
Sir Humfrey Gale

Sir Humfrey Myddelton Gale, KBE, CB, CVO, MC (* 4. Oktober 1890 in London; † 8. April 1971 in La Tour-de-Peilz, Kanton Waadt, Schweiz) war ein britischer Offizier der British Army, der im Zweiten Weltkrieg unter General Dwight D. Eisenhower Chef-Verwaltungsoffizier im Hauptquartier der Alliierten Streitkräfte AFHQ (Allied Force Headquarters) sowie im Obersten Hauptquartier der Alliierten Expeditionsstreitkräfte SHAEF (Supreme Headquarters Allied Expeditionary Force) war. Nach Kriegsende war er zwischen 1945 und 1947 Europa-Repräsentant der Nothilfe- und Wiederaufbauverwaltung der Vereinten Nationen UNRRA (United Nations Relief and Rehabilitation Administration) war.

## Leben

### Offiziersausbildung, Erster Weltkrieg und Zwischenkriegszeit
Humfrey Myddelton Gale, Sohn des Architekten Ernest Sewell Gale, begann nach dem Besuch der renommierten St Paul’s School ein Architekturstudium an der Schule für Architektur in Westminister. Während des Studiums diente er zwischen 1908 und 1910 in dem zur Territorialarmee gehörenden 28 County of London Bataillon (Artists’ Rifles) des The London Regiment. Daraufhin begann er eine Offiziersausbildung am Royal Military College Sandhurst und wurde am 9. September 1911 als Leutnant (Second Lieutenant) in die Logistiktruppe des Heeres (Royal Army Service Corps) übernommen. Er nahm zwischen 1914 und 1918 am Ersten Weltkrieg teil und wurde 1914 zum Oberleutnant (Lieutenant) befördert. Er war zwischen 1914 und 1917 vorübergehend Hauptmann (Temporary Captain) und als solcher zwischen 1915 und 1919 stellvertretender assistierender Leiter des Transportwesens der britischen Expeditionsstreitkräfte BEF (British Expeditionary Force) an der Westfront. Er wurde 1917 zum Hauptmann (Captain) befördert und erhielt für seine Verdienste im Ersten Weltkrieg das Military Cross (MC).
Nach Kriegsende diente Gale zwischen 1919 und 1923 als Stabshauptmann im Kriegsministerium (War Office) und erhielt am 13. Februar 1920 von der Regierung von Panama die Medaille La Solidaridad Dritter Klasse. 1921 erhielt er den Brevet-Rang eines Major und war nach verschiedenen Verwendungen zwischen 1928 und 1930 abermals Stabshauptmann im Kriegsministerium. Nach seiner Beförderung zum Major war er von 1930 bis 1932 im Kriegsministerium stellvertretender assistierender Generalquartiermeister und erhielt dort 1932 seine Beförderung zum Oberstleutnant (Lieutenant-Colonel). Nach anderen Posten fungierte er zwischen 1935 und 1937 als Zweiter Generalstabsoffizier und Instrukteur am Staff College Camberley. Nachdem er 1937 zum Oberst (Colonel) befördert worden war, fand er im Kriegsministerium zunächst zwischen 1937 und 1939 Verwendung als assistierender Leiter des Referats Transport und Versorgung sowie 1939 als stellvertretender Leiter dieses Referats (Deputy Director of Transport & Supplies).

### Zweiter Weltkrieg

#### Chef-Verwaltungsoffizier der Heimatstreitkräfte

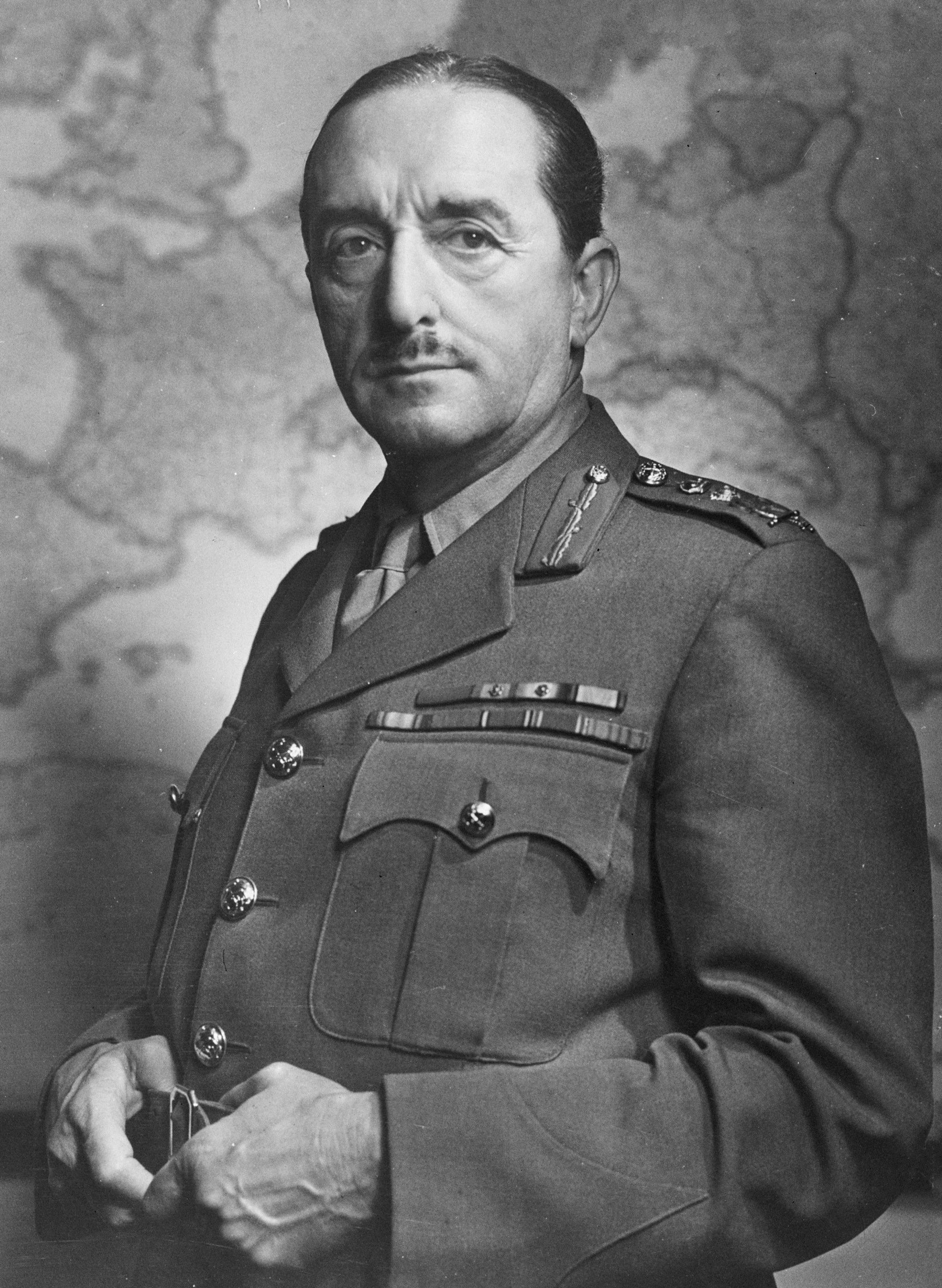
Während des Zweiten Weltkrieges war Generalmajor Gale von 1941 bis 1942 Chef-Verwaltungsoffizier von General Sir Alan Francis Brooke, dem Oberkommandierenden der Heimatstreitkräfte.

Zu Beginn des Zweiten Weltkriegs wurde Humfrey Gale am 1. Dezember 1939 als kommissarischer Brigadegeneral (Acting Brigadier) in Frankreich stellvertretender Adjutant und Generalquartiermeister des III. Korps (III Corps) der britischen Expeditionsstreitkräfte BEF (British Expeditionary Force). Er erhielt am 2. März 1940 den vorübergehenden Rang eines Brigadegenerals (Temporary Brigadier). Am 10. Mai 1940 begann die deutsche Wehrmacht den Westfeldzug. Das BEF besetzte geplante Stellungen in Belgien, musste sich nach dem deutschen Durchbruch nahe Sedan jedoch aus Belgien zurückziehen. Der deutsche Vormarsch kam unerwartet rasch voran, so dass das britische Kriegskabinett bereits am 19. Mai einen Abtransport der British Expeditionary Forces (BEF) erwog. In der Operation Dynamo erfolgte der Abtransport der britischen Truppen. Im Rahmen der Operation wurde vom 26. Mai bis zum 4. Juni 1940 nahezu das gesamte britische Expeditionskorps in Frankreich und Teile der französischen Armee, die von deutschen Truppen bei Dünkirchen eingekesselt waren, auf dem Seeweg nach Großbritannien evakuiert.
Nach seiner Rückkehr war Gale, der 1940 Commander des Order of the British Empire (CBE) wurde, zunächst Chef-Verwaltungsoffizier der Heimatstreitkräfte (Chief Administration Officer Home Forces). Am 23. Oktober 1940 wurde er kommissarischer Generalmajor (Acting Major-General). Am 28. Oktober 1940 übernahm er den Posten des Chef-Verwaltungsoffiziers des Heereskommandos Schottland (Chief Administration Officer, Scottish Command) und hatte diesen bis Juni 1941 inne. Nach seiner Beförderung zum Generalmajor (Major-General) am 5. Juni 1941 wurde er Chef-Verwaltungsoffizier im Stab von General Sir Alan Francis Brooke, dem Oberkommandierenden der Heimatstreitkräfte. Für seine Verdienste wurde er am 11. Juni 1942 Companion des Order of the Bath (CB).

#### Chef-Verwaltungsoffizier im AFHQ und SHAEF von 1942 bis 1945

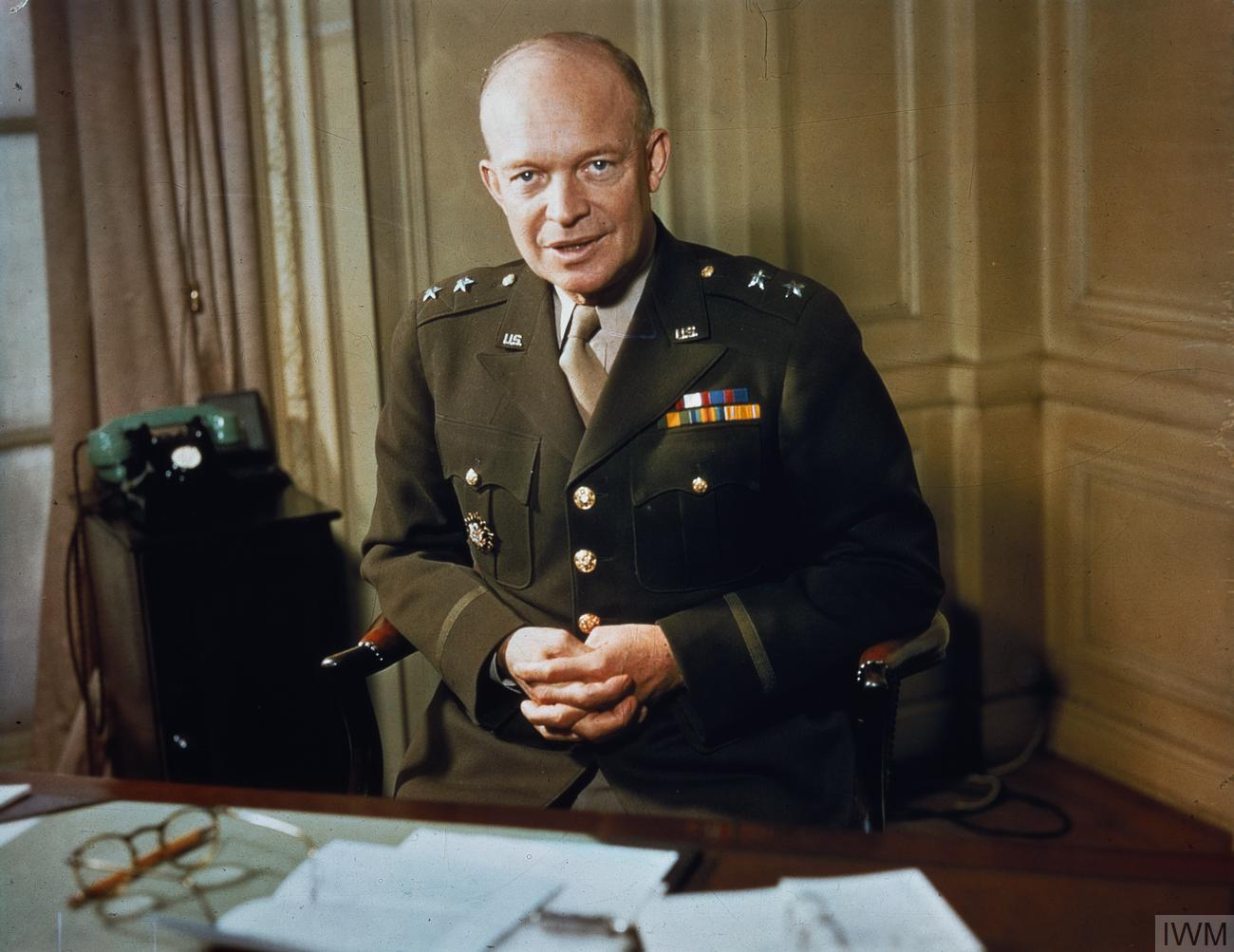
Ferner war Generalmajor Gale zwischen 1942 und 1945 Chef-Verwaltungsoffizier von General Dwight D. Eisenhower, dem Oberkommandierenden der Alliierten Streitkräfte AFHQ (Supreme Commander Allied Forces) sowie der Alliierten Expeditionsstreitkräfte SHAEF (Supreme Commander, Allied Expeditionary Force).

Im Anschluss übernahm Humfrey Gale am 15. September 1942 den Posten als Chef-Verwaltungsoffizier (Chief Administration Officer) im Stab von General Dwight D. Eisenhower, dem Oberkommandierenden der Alliierten Streitkräfte AFHQ (Allied Force Headquarters), und behielt diese bis zum 29. Januar 1944. In dieser Funktion war er maßgeblich an der Planung, Organisation und Durchführung der alliierten Invasionen in Nordafrika im Rahmen der Operation Torch am 8. November 1942 sowie in Sizilien im Rahmen der Operation Husky vom 10. Juli bis 17. August 1943 beteiligt. Für seine dortigen Verdienste wurde er am 24. Juni 1943 Commander des Royal Victorian Order (CVO) sowie am 5. August 1943 zum Knight Commander des Order of the British Empire (KBE) geschlagen, so dass er fortan den Namenszusatz „Sir“ führte. Am 9. August 1943 wurde er kommissarischer Generalleutnant (Acting Lieutenant-General). Ferner wurde er am 10. August 1943 auch Chief Commander des US-amerikanischen Ordens Legion of Merit. Im weiteren Kriegsverlauf war er im Stab Eisenhowers an der Planung der Operation Baytown, die Besetzung eines Küstenabschnittes bei Reggio Calabria an der Südspitze Kalabriens ab dem 3. September 1943, der Operation Slapstick, die Besetzung des italienischen Flottenstützpunktes der Regia Marina in Tarent am 9. September 1943, sowie der Operation Avalanche, die Landung der Alliierten im Golf von Salerno am 9. September 1943, als Teil der Invasion des italienischen Festlands, beteiligt.
Nachdem General Eisenhower Oberkommandierender der Alliierten Expeditionsstreitkräfte SHAEF (Supreme Commander, Allied Expeditionary Force) wurde, übernahm Generalmajor Sir Humfrey Gale Anfang 1944 auch in diesem Stab den Posten als Chef-Verwaltungsstabsoffizier (Chief Administration Officer, Supreme Headquarters Allied Expeditionary Force). In dieser Funktion war er nunmehr an den Planungen und der Durchführung der Operation Overlord beteiligt, der alliierten Invasion in der Normandie ab dem 6. Juni 1944. Ihm wurde am 9. August 1944 der vorübergehende Rang eines Generalleutnants (Temporary Lieutenant-General) verliehen. Innerhalb der British Army fungierte er zudem zwischen dem 19. Oktober 1944 und dem 14. Oktober 1954 als Oberstkommandant des Logistiktruppe des Heeres (Colonel Commandant, Royal Army Service Corps). Zuletzt war er während des Zweiten Weltkrieges von 1944 bis 1945 auch Vize-Chef des Stabes im Obersten Hauptquartier der Alliierten Expeditionsstreitkräfte SHAEF.

### Nachkriegszeit
Nach Ende des Zweiten Weltkrieges wurde Gale 1945 Europa-Repräsentant des Generaldirektors der Nothilfe- und Wiederaufbauverwaltung der Vereinten Nationen UNRRA (United Nations Relief and Rehabilitation Administration), Herbert H. Lehman (1945 bis 31. März 1946) beziehungsweise Fiorello La Guardia (31. März bis 31. Dezember 1946). Des Weiteren war er innerhalb der British Army zwischen dem 1. Februar 1946 und dem 1. Februar 1958 Oberstkommandant der Verpflegungstruppen des Heeres (Colonel Commandant, Army Catering Corps). Am 14. Oktober 1947 schied er aus dem aktiven Militärdienst unter Verleihung des Ehrenranges eines Generalleutnants (Honorary Lieutenant General) aus.
Im Anschluss war Sir Humfrey Gale für die Anglo-Persian Oil Company tätig. Am 4. Oktober 1950 erfolgte die Streichung von der Liste der Reserveoffiziere aufgrund Erreichens der Altersgrenze von 60 Jahren. Zuletzt engagierte er sich noch von 1954 bis 1964 als Vorsitzender der Entwicklungsgesellschaft der Planstadt Basildon (Chairman, Basildon New Town Development Corporation) in Essex.